# Burgruine Buchhorn
Die Burgruine Buchhorn ist eine abgegangene Höhenburg auf 463,4 m ü. NN auf dem Nordwestsporn der Nordkuppe des kleinen Bergstocks Adelberg/Buchhorn, der aus der Kette der Limpurger Berge nach Westen vorspringt und von ihnen durch das Tal des Adelbachs getrennt ist. Umgeben ist die Burgstelle von einigen verstreuten Gehöften der Gemeinde Michelbach an der Bilz im Landkreis Schwäbisch Hall in Baden-Württemberg, teils unterhalb am Hang, teils auf der Berghöhe gelegen, die zusammen ebenfalls Buchhorn heißen. Ein Wohnhaus steht unmittelbar vor einem der Halsgräben.

## Geschichte
Über die Geschichte der Anlage ist nicht viel bekannt. Nach einer alten, unsicheren Volksüberlieferung sollen einst den Grafen des Kochergaus auf der Burg residiert haben. Gesichert ist, dass die Befestigung den Grafen von Öttingen gehörte. Im Jahre 1357 veräußerten die Brüder Ludwig und Friedrich sowie Ludwig der Jüngere, Grafen von Öttingen, die Burg Buchhorn zusammen mit der Burg Kranzberg (bei Laufen am Kocher) und den zugehörigen Gütern für 4000 Pfund Heller an den Schenken Konrad von Limpurg. 

Die Schenken belehnten das Geschlecht der Berler von Tullau mit dem Anwesen. Als die Burg Raubrittern als Unterschlupf diente, beschloss der Rat der Stadt Schwäbisch Hall, die Burg zu zerstören. Allerdings sollen die Burgleute von dem Plan Kunde erhalten haben; nach Heinrich Prescher zündeten sie daraufhin die Burg selber an und entflohen. Die Burg wurde in der Folgezeit aufgegeben und verfiel.

Wappen der früheren Besitzer
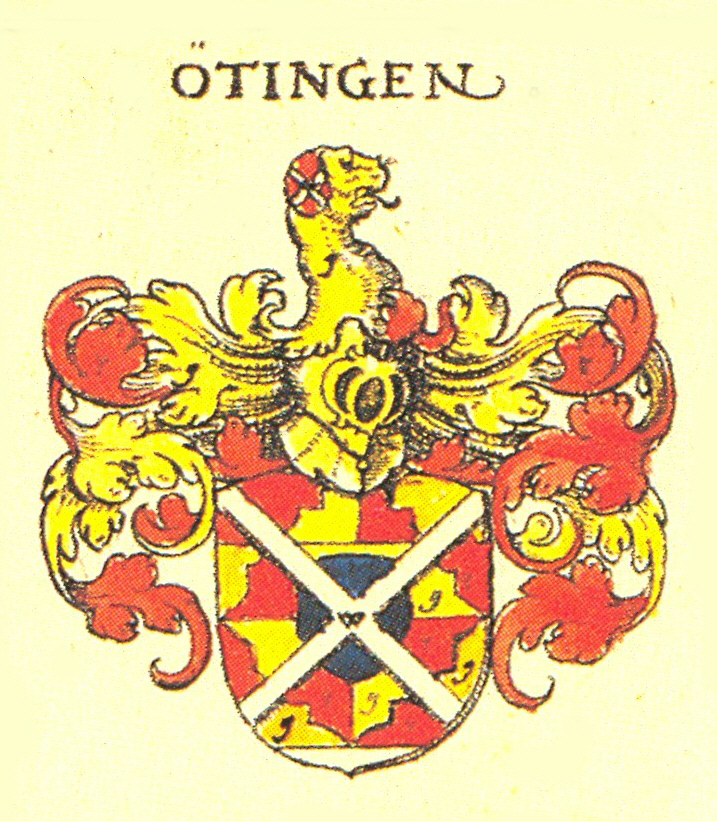
Grafen von Öttingen
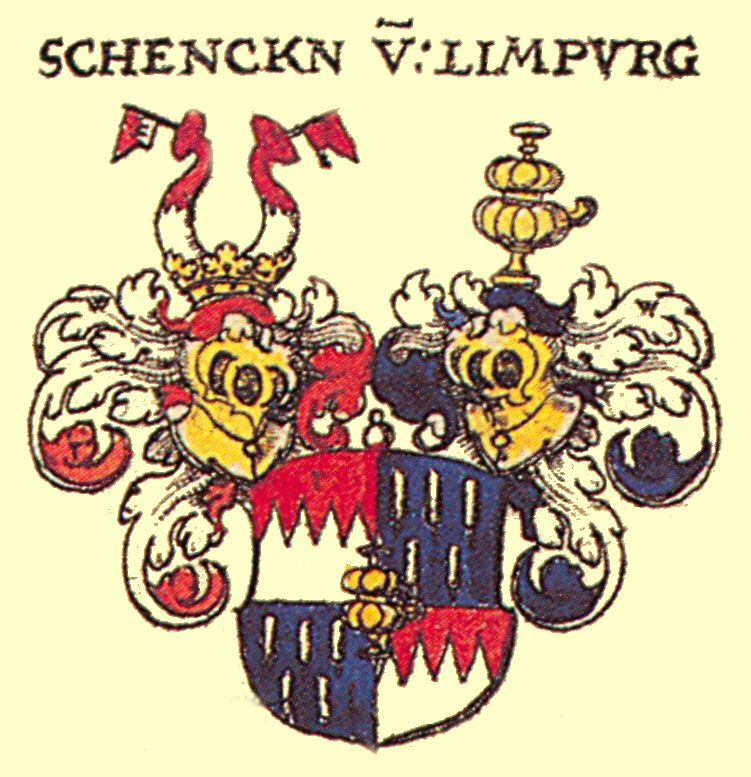
Schenken von Limpurg
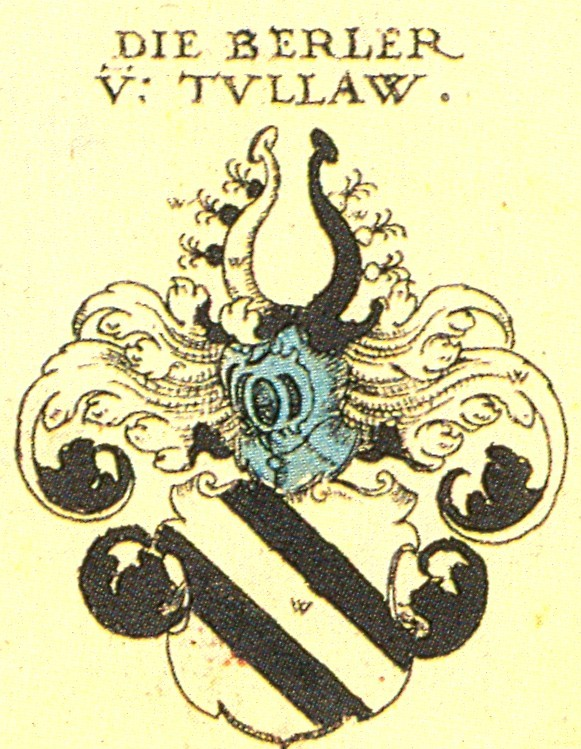
Berler von Tullau

## Anlage
Die Burg war im Südosten durch zwei Halsgräben und Wälle geschützt und an den anderen drei Seiten durch zumeist steil abfallende Hänge. Von der ehemaligen Burganlage sind noch die Halsgräben und Wälle sowie Geländespuren erhalten.